# 카노푸스
카노푸스(Canopus), 또는 용골자리 알파(α Car / α Carinae)는 용골자리에서 가장 밝은 항성이다. 동아시아의 별자리에서는 남극노인성(南極老人星) 또는 노인성(老人星)이라고 한다. 겉보기 등급은 -0.74등급으로, 하늘에서는 태양을 제외하면 시리우스에 이어 두 번째로 밝은 별이다. 표면온도는 대략 7000°C, 지구(地球)에서 약 310광년(光年) 떨어져 있다.
적위(赤緯)가 -52° 42′이기 때문에 이 별을 관측하기 위해서는 위도가 북위 37° 18′(=90° - 52° 42′) 이하이어야 한다. 서울은 북위 37° 30′에 위치하여 카노푸스는 전몰성으로 관측할 수 없고, 수원, 이천, 여주 및 그 이남의 도시에서 관측이 가능하다.
동양에서 이 별은 잘 보이지 않았기 때문에 인간의 수명을 관장하는 별로 믿었다. 옛 기록에 따르면, 남부 지역에서 이 별을 보았을 경우 나라에 그것을 고하도록 했으며, 매우 경사스러운 징조로 여겼다. 또 이 별을 보게 되면 오래 산다는 말도 있다.
이 별은 약 1만 2000년 뒤에 남극성(南極星)이 될 예정이다.
나중에 초점근거성으로 진화하는 별의 대표적인 예시이다. 이 별은 점근거성 말기에 행성상 성운을 일으켜, 식어가는 백색 왜성으로 최후를 맞이할 것이다.

## 물리적 특성
히파르코스 위성이 정밀측정을 하기 전까지 이 별의 거리 예측값은 약 310광년에서 약 1,200광년까지 제각각이었다. 만약 1.
200광년이 맞다면 카노푸스는 우리 은하 별들 중 가장 밝은 부류일 것이다. 히파르코스가 측정한 값은 지구에서 약 310광년으로(약 96파섹), 시차값은 약 10.43 ± 0.53 밀리초각이다.
카노푸스와 지구 사이의 거리를 측정하기 어려운 이유는 카노푸스가 일반적이지 않은 상태에 있기 때문이다. 카노푸스의 분광형은 F0 II 또는 F0Ib(Ib는 덜 밝은 초거성이라는 뜻임)으로 이런 분광형은 매우 드물어 상세한 연구가 이뤄지지 않았다. 항성 진화 단계상 카노푸스는 적색 거성으로부터 쭈그러든 것이거나 혹은 적색 거성을 향해 부풀어 오르는 중간단계일 수도 있다. 이렇게 자료가 부족하기 때문에 카노푸스가 얼마나 밝고 멀리 떨어져 있는지 알기 힘들다. 너무 멀리 있기 때문에 지구에서 정확한 시차를 내기 어려운 대상이었기에 1990년대 초까지 이 별의 거리는 불확실했다.
카노푸스는 태양보다 15,000배 더 밝다. 밤하늘에서 카노푸스보다 더 밝게 보이는 별은 시리우스이다. 그러나 시리우스는 지구에서 거리가 가까워(8광년) 밝게 보이는 것이다.
카노푸스의 표면 온도는 7350 ± 30켈빈 정도이다. 강력한 엑스선원이기도 하며 엑스선은 자기적으로 1500만 켈빈까지 가열된 별의 코로나에서 나오는 것으로 보인다. 별의 바깥쪽 층 구조를 넘나드는 강력한 대류 작용에 항성이 빠르게 자전하는 것이 합쳐져 표면온도를 높이고 있다.
적외선 간섭기로 측정한 각지름은 6.93 ± 0.15 밀리초각이었다. 히파르코스 위성이 측정한 거리에 이 값을 대입하면 카노푸스의 지름은 태양의 71.4 ± 0.4배가 나온다. 만약 이 별을 태양 대신 태양계 중앙에 갖다 놓는다면, 카노푸스의 표면은 수성 궤도의 90%까지 이를 것이다.
지구로부터 약 600 광년 거리 이내 있는 별 중에 카노푸스는 독보적으로 밝아 지난 400만 년 동안 밤하늘에서 가장 밝은 별 자리를 지킨 적이 있다. 48만 년 뒤 시리우스와 베가가 태양으로부터 멀어지고 나면 다시 밤하늘에서 가장 밝은 별이 될 것이며 이후 멘칼리난이 태양계에 접근할 때까지 51만 년 간 가장 밝은 별 자리를 지킬 것이다.
종전에는 카노푸스를 전갈자리-센타우루스자리 성협의 일원으로 보았으나 히파르코스 위성의 측성자료를 이용하여 운동학적으로 연구한 결과 성협의 구성원이 아니라는 결론이 나왔다. 현 시점에서 카노푸스는 인근의 어떠한 젊은 성군에도 속해 있지 않은 것으로 보인다.
2014년 천문학자 에릭 마마제크는 카노푸스에서 1.16도 떨어진 곳에 아주 강력한 X선을 뿜는 적색 왜성 2MASS J06234738-5351131을 발견했다. 이 별은 카노푸스와 고유 운동을 공유하고 있어서 카노푸스 B 이름을 받았다. 1.16도 거리는 그다지 가깝지 않으나 카노푸스의 질량이 커서 조석 반경(약 9.5광년, 2.9 파섹) 안에 들어간다.

## 가시성
카노푸스는 천구 남극에 가까운 자리에 위치하고 있기 때문에 남회귀선 밑에 있는 나라들에서는 시리우스와 카노푸스를 동시에 잘 볼 수 있다. 남반구 하늘에서 관측시 매년 12월 27일 자정, 2월 11일 저녁 9시에 천정에 위치한다. 남위 37도 18분 밑으로 내려가면 카노푸스는 주극성으로 보이므로 이보다 아래 있는 오스트레일리아, 뉴질랜드, 남아프리카 공화국의 여러 도시에서는 천구남극을 중심으로 돌면서 지평선 아래로 지지 않는다. 반대로 북위 37도 18분보다 위로 올라간 곳에서는 카노푸스가 지평선 아래에 가려 보이지 않는다. 다만 관측조건이 좋을 때에는 태평양 해안가 지역(북위 37도 31분), 터키 넴루트 산(북위 37도 59분)에서도 볼 수 있다. 후자는 해발 2200미터 높이에 있기 때문에 지상에 있을 때 보이지 않는 부분이 조금 더 드러나는 것이다. 대한민국에서는 별의 고도상 서울시청 기준 37도 56분 62.05초인 서울에선 볼 수 없고  제주도가 관측하기에 적합한 곳이다. 토정비결의 저자 이지함은 조선의 사대부들 모두가 이 별을 보기 원했다고 하며 관측을 위해 한라산에 세 번 올라갔다. 이외에도 1521년 김정은, 1601년 김상헌, 1841년 이원조 등이 제주도에 머무르면서 각자의 저서에서 노인성(카노푸스)을 관측할 수 있다는 것은 상서로운 일이라고 기록했다.
카노푸스는 천구에서 시리우스에 이어 두 번째로 밝은 별로(1843년 용골자리 에타가 카노푸스보다 밝아진 적이 있다) 겉보기 등급은 -0.72이다. 이 정도로 밝기 때문에 해가 지기 시작할 때부터 맨눈으로 볼 수 있다.
B-V 색지수 값은 0.16인데 0이 청백색임을 감안하면 카노푸스의 색은 흰색이다. 다만 황백색으로 기록한 문헌도 있는데 이는 지평선 낮게 별이 떠 있을 때에는 대기 효과로 인해 원래보다 붉게 보이기 때문이다. 알타이르의 0.22, 프로키온의 0.42에 비하면 좀 더 흰색에 가깝다. 분광형은 F0이나 일부 문헌은 A9로 표시하기도 한다.

## 기타 사항
- 러시아의 지구관측위성 카노푸스-B-IR(Canopus-B-IR)이 항성의 다른 이름을 사용했다.[17]

## 같이 보기
- 겉보기등급 순 항성 목록
- 광도 순 항성 목록